# Koninklijke Muziekkapel van de Marine
De Koninklijke Muziekkapel van de Marine is een militair harmonieorkest gestationeerd te Oostende dat opgericht werd op 1 juli 1947. 

## Geschiedenis
Het orkest werd opgericht uit verscheidene muziekkorpsen van de landmacht en heette oorspronkelijk Muziekkapel van de Zeemacht. De eerste kapelmeester was luitenant Louis Gasia, die ook tegelijkertijd componist was van de bekende Mars van de zeemacht op folkloristische thema's zoals "Het loze vissertje" en "Maman les P'tits Bateaux". In 1949 werd hij opgevolgd door luitenant Jos Hanniken. Hij was verantwoordelijk voor de uitbreiding van de orkestbezetting alsook van het repertoire. Jos Hanniken was ook componist en schreef onder andere de mars Défilé des Cols Bleus. 
Van 1963 tot 1978 is kapitein-commandant Guy Duijck, zelf oud-muzikant (solo hoboïst) van de kapel, dirigent van de Muziekkapel van de Zeemacht. Als bekwaam dirigent en talentvol componist van goede blaasmuziek gaat onder zijn leiding de reputatie van de kapel steeds crescendo en dit zowel in binnen- als in buitenland. In 1978 werd hij opgevolgd door oppermeester Jozef Wauters, die in deze functie verblijft tot 1987. Van september 1987 tot juli 1989 werd oppermeester Dirk Acquet opvolger van Wauters als dirigent van de muziekkapel. In 1989 werd het dirigeerstokje overgenomen door luitenant-ter-zee 1ste klasse Peter Snellinckx. Samen met zijn adjunct Michel Dumont werden met de Muziekkapel van de Zeemacht diverse cd-, radio- en televisieopnames gemaakt.
In 1996 wordt de Zeemacht omgedoopt tot "Marine". Het jaar nadien, naar aanleiding van haar vijftigste verjaardag wordt haar de titel "Koninklijke" toegekend. De muziekkapel verzorgt concerten en taptoes in binnen- en buitenland, van de Verenigde Staten tot Polen, van Nederland tot Italië. 
Bij de afschaffing van de legerdienst verdwijnt het vermaarde tamboerkorps.

## Tegenwoordig
Momenteel bestaat de Koninklijke Muziekkapel van de Marine uit 35 professionele musici. De leiding van deze formatie is toevertrouwd aan Adjudant-Majoor Onderkapelmeester  Bjorn Verschoore.

## Dirigenten
- 1947-1949 Louis Gasia
- 1949-1963 Jos Hanniken
- 1963-1978 Guy Duijck
- 1978-1987 Jozef Wauters
- 1987-1989 Dirk Acquet
- 1989-2007 Peter Snellinckx
- 2007-2008 Michel Dumont
- 2008-2009 Matty Cilissen
- 2010- heden Bjorn Verschoore